# Carl Betz
Carl Lawrence Betz (Pittsburgh, 9 marzo 1921 – Los Angeles, 18 gennaio 1978) è stato un attore statunitense.

## Filmografia parziale

### Cinema
- La giostra umana (O. Henry's Full House), registi vari (1952) - non accreditato
- Schiava e signora (The President's Lady), regia di Henry Levin (1953)
- Sangue sul fiume (Powder River), regia di Louis King (1953)
- Traversata pericolosa (Dangerous Crossing), regia di Joseph M. Newman (1953)
- Inferno, regia di Roy Ward Baker (1953)
- Hanno ucciso Vicki (Vicki), regia di Harry Horner (1953)
- La città dei fuorilegge (City of Bad Men), regia di Harmon Jones (1953)
- Voglio sposarle tutte (Spinout), regia di Norman Taurog (1966)

### Televisione
- Inside Detective – serie TV (1950-1954)
- Crusader – serie TV, episodio 2x11 (1956)
- The Alcoa Hour – serie TV, episodio 2x10 (1957)
- Panico (Panic!) – serie TV, episodio 1x06 (1957)
- Gunsmoke – serie TV (1957)
- Perry Mason – serie TV (1958)
- Alfred Hitchcock presenta (Alfred Hitchcock Presents) – serie TV (1958)
- The Millionaire – serie TV (1957-1958)
- The Silent Service – serie TV (1957-1958)
- The Donna Reed Show – serie TV (1958-1966)
- Al banco della difesa (Judd for the Defense) – serie TV (1967-1969)
- Squadra speciale anticrimine (The Felony Squad) – serie TV, episodio 3x17 (1969)
- The Monk – film TV (1969)
- F.B.I. (The F.B.I.) – serie TV (1969-1971)
- In cerca della nuova America – film TV (1971)
- Missione impossibile (Mission: Impossible) – serie TV (1970-1972)
- Killdozer, regia di Jerry London – film TV (1974)
- Insight – serie TV (1968-1974)
- Il bambino che parlava coi tassi – film TV (1975)
- Disneyland – serie TV (1975)
- La grande rapina – film TV (1976)
- Nel tunnel dei misteri con Nancy Drew e gli Hardy Boys (The Hardy Boys/Nancy Drew Mysteries) – serie TV (1977)
- Kingston - Dossier paura (Kingston: Confidential) – serie TV (1977)

## Premi
- Premi Emmy
  - 1969: "Primetime Emmy Awards per il migliore attore protagonista in una serie drammatica"
- Golden Globe
  - 1969: "Golden Globe Award for Best Actor – Television Series Drama"